# アブド・アッラフマーン1世
アブド・アッラフマーン1世（アラビア語: عبد الرحمن الأول, ラテン文字転写: Abd al-Rahman I、731年 - 788年9月30日）は、後ウマイヤ朝の初代アミール（在位：756年 － 788年）。アブドゥル・ラフマーン1世とも表記される。ウマイヤ朝の第10代カリフ・ヒシャームの孫にあたる。

## 生涯

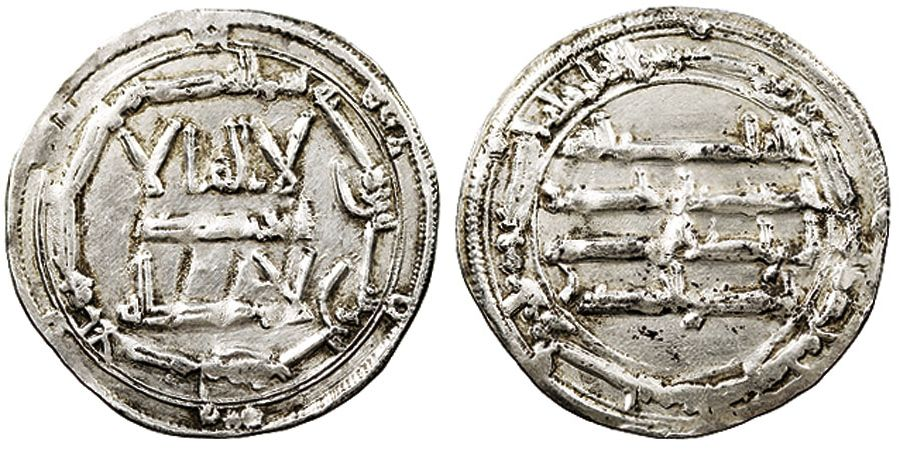
アブド・アッラフマーン1世の治世に鋳造されたディルハム銀貨（778年）

731年、ヒシャームの子・ムアーウィヤの子としてダマスカス郊外にて生まれた。生母はセウタ地方のベルベル人のナフーサ族だった。
750年にアッバース朝によってウマイヤ朝が滅ぼされたとき、ウマイヤ朝の王族の多くは虐殺されたが、アブド・アッラフマーンは命からがらシリアから脱出し、旧臣に守られながら母の故郷であるモロッコまで逃走した。この時の逃走では、名前を変え変装までしたという。彼の母親はベルベル人であり、その容姿を受け継ぎ、金髪で瞳が緑色であった彼はベルベル人に温かく迎えられたばかりか、ウマイヤ朝再興の足がかりを築くことができた。その後の755年、ウマイヤ朝旧臣の援助を得てイベリア半島に勢力基盤を築き上げ、翌756年5月14日のムサラの戦いに勝利し、アブド・アッラフマーンはコルドバに入ってアミールに即位し、後ウマイヤ朝を打ち建てるに至った。
即位後は、アッバース朝第2代カリフ・マンスールの調略を受けて反乱を起こした軍を破り、武威を示した。この時アブド・アッラフマーン1世はアッバース軍指揮官の首級を塩漬けにしてマンスールへ送りつけた。これを見たマンスールについて、ヒッティの『アラブの歴史』では、「アル＝マンスールが今は「余と、かような恐ろしい敵を、海で隔てたもうた神に感謝し奉る」と叫んでいる。」と記している。国内では権力安定化のため、後ウマイヤ朝に反抗的な勢力を徹底的に弾圧した。しかしこの弾圧により、反抗勢力の一部がフランク王国のカール1世に援軍を要請したため、フランク軍の侵攻を受けることとなった。一時はウマイヤ軍も危機に陥り、778年のサラゴサ攻めではカール1世率いるフランク軍の侵攻を受けたが、フランク王国内のザクセン族の反乱によりフランク軍は撤退を余儀なくされた。この時のカール1世の退却行での戦闘は、12世紀フランスの武勲詩『ローランの歌』の題材となっている（ロンスヴォーの戦い）。サラゴサの反抗勢力も後に鎮圧され、サラゴサ地方も後ウマイヤ朝の支配下に入った。
この後、国内の情勢は安定に向かうこととなった。コルドバの大モスク（現在のメスキータ）の建設をはじめとする建設事業が行なわれた。また、統治機構も整備され、後の原型となった。アブド・アッラフマーン1世の代の統治を担ったのは、東方から移ってきたウマイヤ家の一族やマウラー（従属民）たちであった。
こうしてアル＝アンダルスにウマイヤ朝を再興したアブド・アッラフマーン1世であったが、東方も含めたイスラーム世界全体に君臨する存在ではなかったために、カリフを称さずアミールのままで統治した。これは、アッバース朝カリフの存在を認めたものではなく、複数のカリフがイスラーム共同体に存在することは、その統一を損なうものであるという考えであった。アブド・アッラフマーン3世までの後ウマイヤ朝の歴代アミールは、この考えに基づいてアッバース朝のカリフを認めず、イスラーム世界全体の正統なカリフは存在しないという立場でアミールと称し続けた。
マンスールから『クライシュの鷹』と称されたアブド・アッラフマーン1世は788年に58歳で死去し、兄のスライマーン王子との競争に勝利したヒシャーム1世が後を継いだ。

## アブド・アッラフマーン1世を描いた創作作品
- 長谷川哲也　「アラビアンナイト」（ノワール出版）